# Portrait de Gustave Moreau
Le Portrait de Gustave Moreau est un tableau réalisé par le peintre français Edgar Degas, sans doute à Paris vers 1860. De format vertical, cette huile sur toile est un portrait de Gustave Moreau, un confrère que l'artiste rencontre à Rome en 1858. Vêtu d'un complet marron, il y figure en dandy, assis en biais et les jambes croisées sur une chaise au pied de laquelle apparaissent son haut-de-forme et ses gants comme jetés sur le sol. Léguée par son modèle en 1898, l'œuvre est conservée depuis 1902 au musée Gustave-Moreau, à Paris,.